# Finale Coppa Italia 1993
De finale van de Coppa Italia van het seizoen 1992–1993 werd gehouden op 12 en 19 juni 1993. AS Roma nam het op tegen Torino. De heenwedstrijd in het Stadio delle Alpi in Turijn werd overtuigend gewonnen door Torino. Het werd 3–0. De terugwedstrijd in het Stadio Olimpico in Rome volgde een week later. Roma, dat op voorhand zo goed als uitgeteld leek, zette een knappe remonte in. Het kreeg van scheidsrechter Giuseppe Sguizzato drie strafschoppen, die telkens werden in het doel werden geschoten door clubicoon Giuseppe Giannini. Roma won met 5–2. Maar omdat de Romeinse club niet had weten te scoren in het uitduel, ging de Coppa alsnog naar Torino.
Het was de vijfde en tot op heden laatste keer dat Torino de beker wist te veroveren.

## Finale

### Heenwedstrijd
|              |                                             |       |         |                                                                                          |
| 12 juni 1993 | Torino                                      | 3 – 0 | AS Roma | Stadio delle Alpi, Turijn Toeschouwers: 43.732 Scheidsrechter: Angelo Amendolia (Italië) |
| 12 juni 1993 | Benedetti 17' (e.d.) Cois 53' Fortunato 78' |       |         | Stadio delle Alpi, Turijn Toeschouwers: 43.732 Scheidsrechter: Angelo Amendolia (Italië) |

| Torino | Roma |

| Torino:            |    |                   |     |
|                    |    |                   |     |
| GK                 | 1  | Luca Marchegiani  |     |
| RB                 | 2  | Pasquale Bruno    |     |
| CB                 | 4  | Daniele Fortunato |     |
| CB                 | 5  | Enrico Annoni     | 46' |
| LB                 | 3  | Roberto Mussi     |     |
| RM                 | 8  | Giorgio Venturin  |     |
| DM                 | 6  | Luca Fusi         |     |
| AM                 | 10 | Enzo Scifo        |     |
| LM                 | 7  | Gianluca Sordo    | 77' |
| CF                 | 9  | Carlos Aguilera   |     |
| CF                 | 11 | Andrea Silenzi    |     |
| Wisselspelers:     |    |                   |     |
| MF                 |    | Sandro Cois       | 46' |
| DF                 |    | Raffaele Sergio   | 77' |
| Coach:             |    |                   |     |
| Emiliano Mondonico |    |                   |     |

| AS Roma:       |    |                     |     |
|                |    |                     |     |
| GK             | 1  | Patrizio Fimiani    |     |
| CB             | 2  | Luigi Garzya        |     |
| CB             | 5  | Aldair              | 64' |
| CB             | 3  | Silvano Benedetti   |     |
| DM             | 4  | Valter Bonacina     |     |
| RM             | 8  | Thomas Häßler       |     |
| CM             | 6  | Fabio Petruzzi      | 46' |
| LM             | 7  | Siniša Mihajlović   |     |
| AM             | 10 | Giuseppe Giannini   |     |
| CF             | 9  | Giovanni Piacentini |     |
| CF             | 11 | Ruggero Rizzitelli  |     |
| Wisselspelers: |    |                     |     |
| FW             |    | Roberto Muzzi       | 46' |
| DF             |    | Antonio Comi        | 64' |
| Coach:         |    |                     |     |
| Vujadin Boškov |    |                     |     |

### Terugwedstrijd
|              |                                                                           |       |                  |                                                                                        |
| 19 juni 1993 | AS Roma                                                                   | 5 – 2 | Torino           | Stadio Olimpico, Rome Toeschouwers: 63.646 Scheidsrechter: Giuseppe Sguizzato (Italië) |
| 19 juni 1993 | Giannini 22' (pen.), 49' (pen.), 55' (pen.) Rizzitelli 47' Mihajlović 65' |       | 45', 53' Silenzi | Stadio Olimpico, Rome Toeschouwers: 63.646 Scheidsrechter: Giuseppe Sguizzato (Italië) |

| Roma | Torino |

| AS Roma:       |    |                     |     |
|                |    |                     |     |
| GK             | 1  | Patrizio Fimiani    |     |
| RB             | 2  | Luigi Garzya        |     |
| CB             | 6  | Antonio Comi        |     |
| CB             | 5  | Silvano Benedetti   |     |
| LB             | 3  | Giovanni Piacentini | 90' |
| DM             | 4  | Valter Bonacina     | 89' |
| RM             | 8  | Thomas Häßler       |     |
| AM             | 10 | Giuseppe Giannini   |     |
| LM             | 7  | Siniša Mihajlović   |     |
| CF             | 9  | Andrea Carnevale    |     |
| CF             | 11 | Ruggero Rizzitelli  |     |
| Wisselspelers: |    |                     |     |
| FW             |    | Roberto Muzzi       | 89' |
| MF             |    | Fausto Salsano      | 90' |
| Coach:         |    |                     |     |
| Vujadin Boškov |    |                     |     |

| Torino:            |    |                   |     |
|                    |    |                   |     |
| GK                 | 1  | Luca Marchegiani  |     |
| RB                 | 2  | Pasquale Bruno    |     |
| CB                 | 4  | Daniele Fortunato |     |
| CB                 | 5  | Sandro Cois       |     |
| LB                 | 3  | Roberto Mussi     |     |
| RM                 | 8  | Giorgio Venturin  |     |
| DM                 | 6  | Luca Fusi         | 89' |
| AM                 | 10 | Enzo Scifo        |     |
| LM                 | 7  | Gianluca Sordo    |     |
| CF                 | 9  | Carlos Aguilera   | 77' |
| CF                 | 11 | Andrea Silenzi    |     |
| Wisselspelers:     |    |                   |     |
| FW                 |    | Walter Casagrande | 77' |
| DF                 |    | Giulio Falcone    | 89' |
| Coach:             |    |                   |     |
| Emiliano Mondonico |    |                   |     |

1922 ·
1923–1935 ·
1936 ·
1937 ·
1938 ·
1939 ·
1939 ·
1939 ·
1939 ·
1939 ·
1944–1957 ·
1958 ·
1959 ·
1960 ·
1961 ·
1962 ·
1963 ·
1964 ·
1965 ·
1966 ·
1967 ·
1968 ·
1969 ·
1970 ·
1971 ·
1972 ·
1973 ·
1974 ·
1975 ·
1976 ·
1977 ·
1978 ·
1979 ·
1980 ·
1981 ·
1982 ·
1983 ·
1984 ·
1985 ·
1986 ·
1987 ·
1988 ·
1989 ·
1990 ·
1991 ·
1992 ·
1993 ·
1994 ·
1995 ·
1996 ·
1997 ·
1998 ·
1999 ·
2000 ·
2001 ·
2002 ·
2003 ·
2004 ·
2005 ·
2006 ·
2007 ·
2008 ·
2009 ·
2010 ·
2011 ·
2012 ·
2013 ·
2014 ·
2015 ·
2016 ·
2017 ·
2018 ·
2019 ·
2020 .
2021 .
2022 .
2023 .
2024 .